# Margattea importata
Margattea importata är en kackerlacksart som beskrevs av Bei-Bienko 1964. Margattea importata ingår i släktet Margattea och familjen småkackerlackor. Inga underarter finns listade i Catalogue of Life.